# Lothar Sell

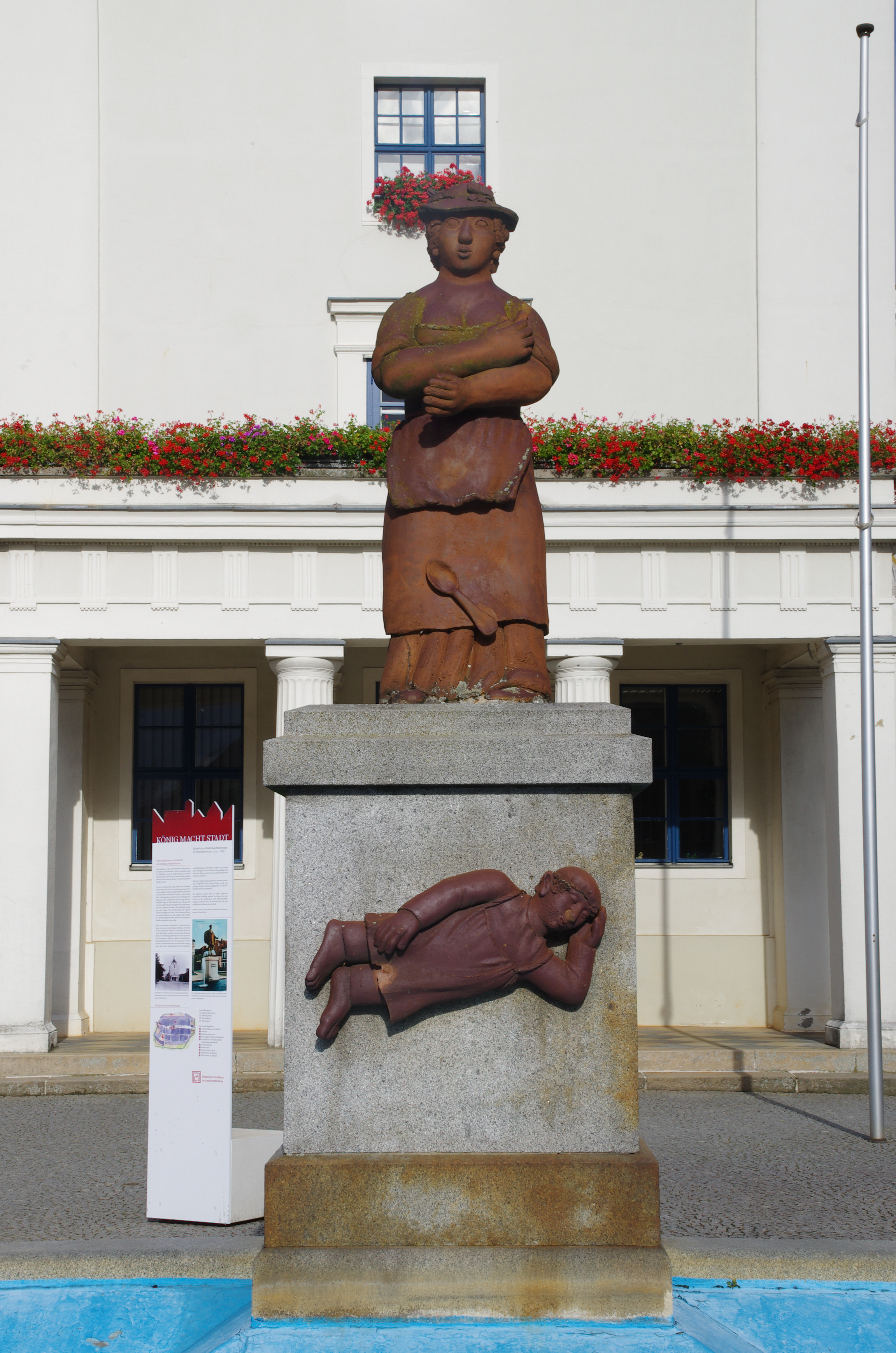
Lothar Sells Skulptur Sabinchen in seiner Geburtsstadt Treuenbrietzen

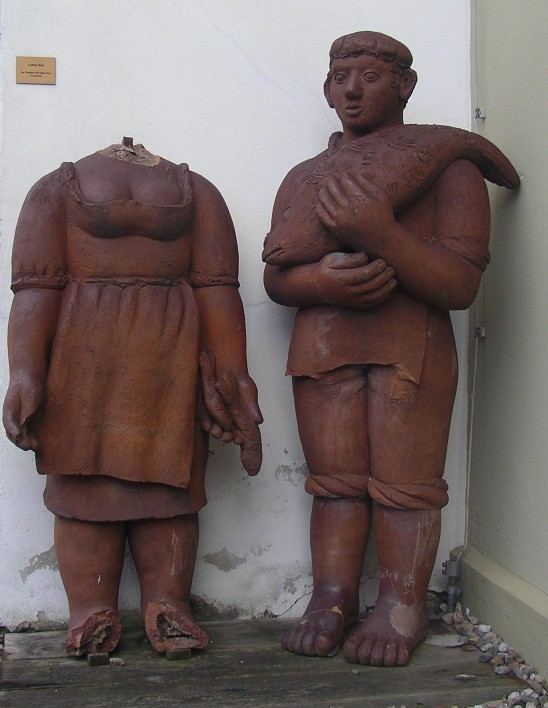
Terrakotta-Skulptur Der Fischer und seine Frau in Eisenhüttenstadt

Lothar Sell (* 16. November 1939 in Treuenbrietzen; † 19. Januar 2009 in Meißen) war ein deutscher Grafiker, Illustrator, Keramiker und Regionalpolitiker.

## Leben
Lothar Sell wuchs elternlos bei Verwandten auf dem Lande auf. Nach dem Abitur studierte er von 1957 bis 1963 an der Hochschule für Bildende Künste Dresden, unter anderem bei Hans Theo Richter. Nach freischaffender Tätigkeit ab 1963 in Meißen war er von 1966 bis 1969 Meisterschüler bei Richter an der Akademie der Künste in Berlin. Von 1974 bis 1990 hatte Lothar Sell einen Lehrauftrag an der Hochschule für industrielle Formgestaltung Halle, Burg Giebichenstein im Fachbereich Keramik für figürliches Gestalten inne. Zu seinen Schülerinnen gehörte u. a. Judith Püschel. Lothar Sell war bis 1990 Mitglied im Verband Bildender Künstler der DDR.

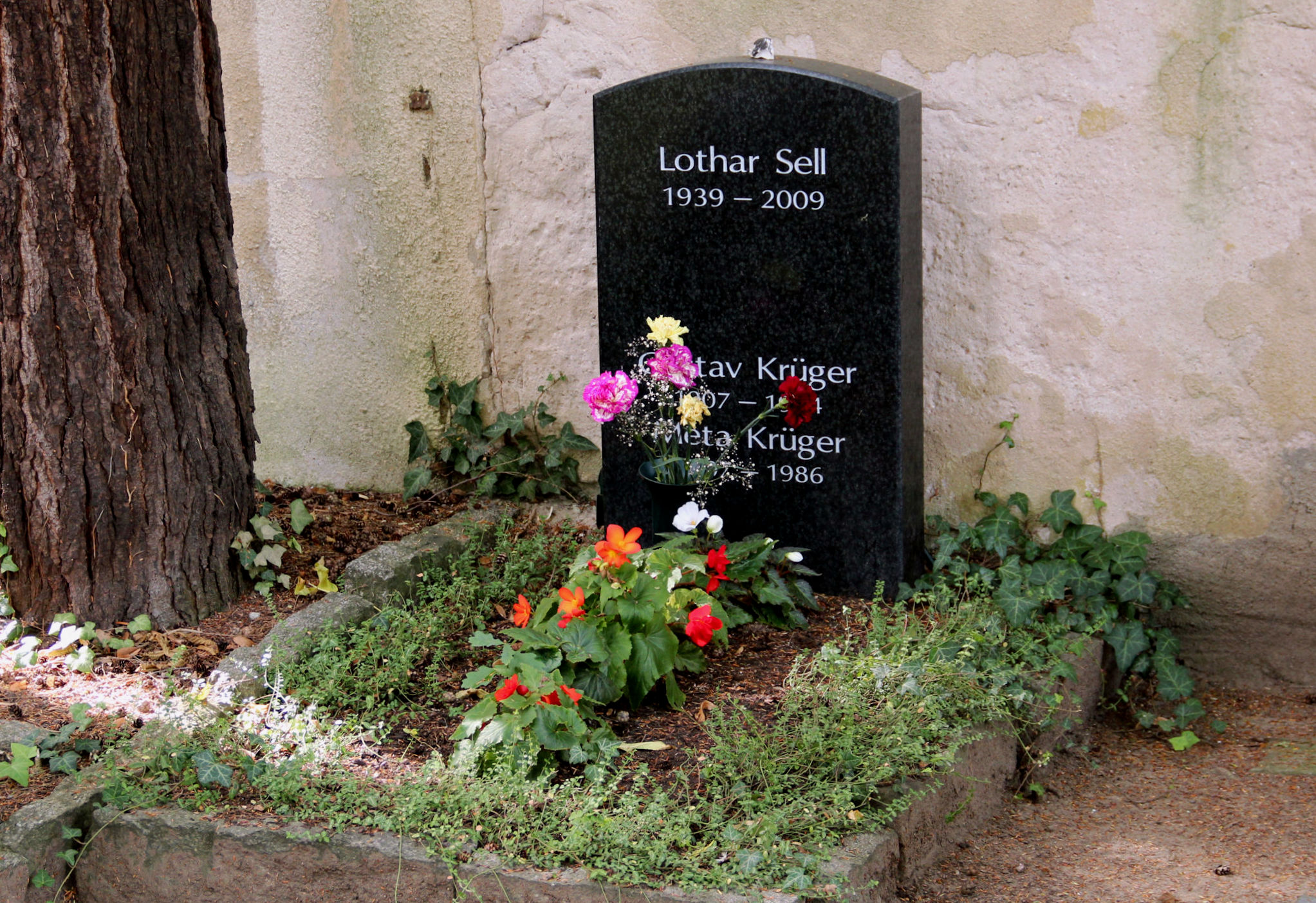
Grabstätte von Lothar Sell in Meißen

Sein Werk umfasst zahlreiche Grafiken, Illustrationen und Skulpturen, mitunter mit einem humorigen, bäuerlichen Charakter „auf dem Lande“.
Im Jahr 1966 besuchte er während einer dreimonatigen Studienreise durch die Sowjetunion zusammen mit dem Grafiker Klaus Magnus unter anderem Moskau, Sagorsk, Susdal, Tiflis und den Kaukasus. Eine weitere Studienreise führte ihn 1974 erneut in die Sowjetunion.
Nach 1990 war er für die CDU als Stadtrat in Meißen aktiv.
Lothar Sell war mit der Künstlerin Hildegund Sell verheiratet.

## Fotografische Darstellung Sells
- Christian Borchert: Lothar Sell (1975)[1]
- Evelin Richter: Lothar Sell (1975)[2]

## Einzelwerke (Auswahl)
- 1970: Bauernpaar mit Apfelzweig, farbiges Porzellan[3]
- 1970–1979: Farbige Porzellanfigurengruppen, u. a.  Hochzeitsgesellschaft, Bauernhaus mit Birnbaum[3]
- 1970–1989: Kleines Bauernpaar, farbiges Porzellan[3]
- 1975–1979 Bauernscheune mit Akt, farbiges Porzellan[3]
- 1976: Großer stehender Frauenakt, farbiges Porzellan[3]
- 1978: 3 Holzfiguren für den Palast der Republik[4]
- 1982: Bauernhaus mit Birnbaum, farbiges Porzellan[3]
- 1983: Junges Bauernpaar, farbiges Porzellan[3]
- 1983: Eulenspiegeleien, Keramik und Holzschnitte; Innenwandausschmückung der Wohngebietsgaststätte Eulenspiegel in Marzahn, Jan-Petersen-Straße; 
Nach Abriss des Gaststättengebäudes zieren die Arbeiten einen Flur des Rathauses Marzahn am Helene-Weigel-Platz.[5]
- 1984: Weiblicher Akt mit Hirsch, Terrakotta[3]
- 1985: Bauernhaus mit Paar auf dem Dach, farbiges Porzellan[3]
- (ohne Jahr): Stehender Elch, farbiges Porzellan[3]
- 1980–1989: Weibliche Eule, farbiges Porzellan[3]
- 1980–1999: Junge Bäuerin mit Vogel, farbiges Porzellan[3]
- 1991: Sich in den Armen haltendes Bauernpaar, farbiges Porzellan[3]
- 2001: Liegende auf Tuch, Porzellan[6]

## Ausstellungen (Auswahl)
Solo (S) und Gemeinschaft (G) oder nicht bekannt
- 1966/67: aus dem Zyklus Reise in die Sowjetunion (S)
- 1967: VI. Deutsche Kunstausstellung (G)
- 1968: in Berlin-Pankow
- 1969: in Hötensleben
- 1970: Zu Erwin Strittmatters Ein Dienstag im Dezember (S), Holzschnitte
- 1970: in Berlin-Köpenick, Bad Dürrenberg
- 1971: in Bad Kösen, Havelberg
- 1972: in Meiningen, Brandenburg an der Havel, Hoyerswerda
- 1972/73: VII. Kunstausstellung der DDR (G)
- 1973: in Erfurt, Leipzig, Greifswald, Magdeburg
- 1974: in Karl-Marx-Stadt, Hainichen, Havelberg, Rathenow, Magdeburg, Hoyerswerda
- 1975: Haus in Kolomenskoje (1975)
- 1975: in Bernburg, Wien
- 1976: Zu Maxim Gorkis Der Brotherr (S)
- 1977/78: VIII. Kunstausstellung der DDR (G)
- 1977: Zu Maxim Gorkis Erzählungen über Helden (S)
- 1981: aus dem Zyklus Eulenspiegel
- 1982/83: IX. Kunstausstellung der DDR (G)
- 1986: aus der Folge zu Erwin Strittmatter Wundertäter I (S), Holzschnitte
- 1986: in Berlin
- 1987/88: X. Kunstausstellung der DDR (G)
- 1991: in Meißen
- 2008: in Bohsdorf, Radebeul

posthum
- 2022/23: in Klaffenbach, Wasserschloss Klaffenbach („... doch irgendwas leuchtet noch“; mit Hildegund Sell)
- 2024, Feb.–Apr.: Fülle des Lebens, Galerie Berlin-Mitte[6]

## Auszeichnungen (Auswahl)
- 1964: Kunstpreis der Stadt Meißen
- 1973: 3. Preis im Kleinplastik-Wettbewerb des Verbandes Bildender Künstler der DDR
- 1982: Kunstpreis der DDR
- 1985: Verdienstmedaille der DDR

## Buchillustrationen (unvollständig)
- 1969:Märchen der Gebrüder Grimm[3]
- Erwin Strittmatter: Ein Dienstag im September. 16 Romane im Stenogramm. Aufbau-Verlag, Berlin/Weimar, 1971
- Rainer Kirsch u. a.: Das letzte Mahl mit der Geliebten. Gedichte. Eulenspiegel-Verlag, Berlin, 1975
- Erwin Strittmatter: Ochsenkutscher. Verlag Philipp Reclam jun. Leipzig, 1976 (auch als Vorzugsausgabe mit einem signierten Originalholzschnitt)
- Der Hahn und der Padischah. Volksmärchen aus Aserbaidshan. Edition Holz im Kinderbuchverlag Berlin, Berlin, 1977
- Uwe Berger: Nebelmeer und Wermutsteppe. Begegnungen. Aufbau-Verlag, Berlin, 1977
- Wolfgang Sellin und Manfred Wolter [Hrsg.]: Zwiebelmarkt. Komisches und Satirisches aus drei Jahrzehnten. Gedichte. Eulenspiegel Verlag, Berlin, 1978
- Hannes Hüttner: Das Lachen. Der Kinderbuchverlag, Berlin, 1982
- Fabeln und Bilder. Der Kinderbuchverlag Berlin, 1984, Reihe Kinder-Kunstbuch (mit Fabeln von Äsop u. a. und Bildern nach Holzschnitten von Sell; auch als Vorzugsausgabe mit einem signierten Originalholzschnitt)
- Wolfgang Sellin und Manfred Wolter: Der neue Zwiebelmarkt. Eulenspiegel Verlag, 1989
- Hans Gieraths: Hausmannskost im Familienlandheim. Was unseren Gästen schmeckte. Grafisches Centrum Cuno, 2005